# Caburus
Caburus (nom latin Gaius Valerius Caburus) est une personnalité du peuple gaulois des Helviens, dont le territoire est approximativement localisé dans le sud du Vivarais, dans l'actuel département de l’Ardèche). Caburus nous est connu par deux mentions de Jules César, dans ses Commentaires sur la Guerre des Gaules.

## Protohistoire

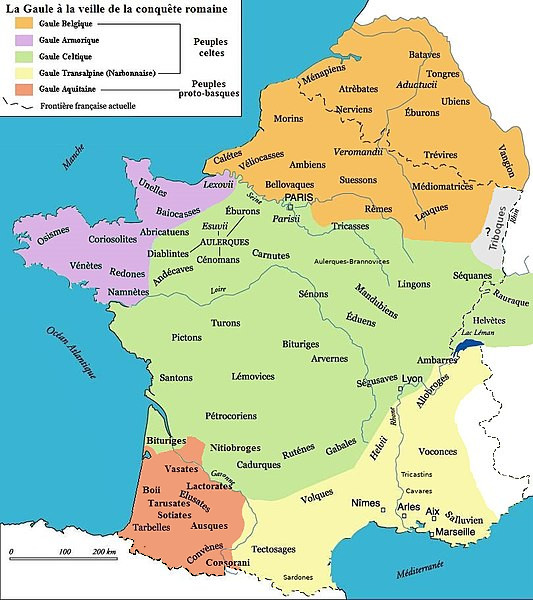
Carte des peuples celtes de Gaule.

Caburus est cité pour avoir été fait « citoyen romain ». Il est le père de C. Valérius Procillus, envoyé comme émissaire auprès d’Arioviste.
« [...] Il sentait aussi qu’il était très dangereux d’envoyer un de ses lieutenants et de l’exposer à la cruauté de ces barbares. Il crut plus convenable de députer vers Arioviste C. Valérius Procillus, jeune homme plein de courage et de mérite, dont le père, C. Valérius Caburus, avait été fait citoyen romain par C. Valérius Flaccus. Sa fidélité était connue et il savait la langue gauloise, qu’une longue habitude avait rendue familière à Arioviste, et les Germains n'avaient aucune raison pour le maltraiter. César lui adjoignit M. Métius qui avait été hôte d'Arioviste. II les chargea de prendre connaissance des propositions de ce dernier et de les lui rapporter. Lorsqu’Arioviste les vit venir à lui dans son camp, il s’écria en présence de ses soldats : « Que venez-vous faire ici ? Est-ce pour espionner ? » Et, sans leur donner le temps de s’expliquer, il les jeta dans les fers. »
— Jules César, Commentaires sur la Guerre des Gaules, Livre I, 47.
La seconde mention concerne la mort de son autre fils, C. Valérius Domnotaurus, lors de l’insurrection gauloise de 52 av. J.-C.
« Pour résister à toutes ces attaques, le lieutenant L. César n’avait à distribuer, comme garnison, sur tout le territoire de la province, que vingt-deux cohortes tirées de cette province même. Les Helviens attaquent spontanément leurs voisins, sont défaits, perdent C. Valérius Domnotaurus, fils de Caburus, chef de leur nation, et sont repoussés dans les murs de leurs villes. »
— Jules César, Commentaires sur la Guerre des Gaules, Livre VII, 65.

## Sources et bibliographie
- Venceslas Kruta, Les Celtes, Histoire et Dictionnaire, page 507, Éditions Robert Laffont, coll. « Bouquins », Paris, 2000,  (ISBN 2-7028-6261-6)
- John Haywood (intr. Barry Cunliffe, trad. Colette Stévanovitch), Atlas historique des Celtes, éditions Autrement, Paris, 2002,  (ISBN 2-7467-0187-1)
- Albert Grenier, Les Gaulois, Petite bibliothèque Payot, Paris, 1970,  (ISBN 2-228-88838-9)
- Danièle et Yves Roman, Histoire de la Gaule, Librairie Arthème Fayard, Paris, 1997,  (ISBN 2-7028-1646-0)
- Bibliographie sur les Celtes

## Wikisource
- Jules César, Commentaires sur la guerre des Gaules, Livre I

- Jules César, Commentaires sur la guerre des Gaules, Livre VII